# Невилл, Гари
Га́ри Алекса́ндр Не́вилл (англ. Gary Alexander Neville; 18 февраля 1975, Бери, Англия) — английский футболист, футбольный тренер и спортивный комментатор. Выступал на позиции правого защитника за «Манчестер Юнайтед» и национальную сборную Англии. После ухода Роя Кина был капитаном «Манчестер Юнайтед» с 2005 по 2011 год. Всю свою футбольную карьеру Гари провёл на «Олд Траффорд». Восемь раз выигрывал Премьер-лигу, по этому показателю его опережают только Райан Гиггз и Пол Скоулз.
Первый матч за сборную Англии Невилл провёл в 1995 году и затем на протяжении более чем десяти лет играл на позиции правого защитника сборной.
После завершения игровой карьеры работал в качестве тренера, а также спортивного комментатора и эксперта на телевидении. Является совладельцем футбольного клуба «Солфорд Сити».
Гари — старший брат Фила Невилла, игрока «Манчестер Юнайтед» с 1993 по 2005 год.

## Футбольная карьера

### Карьера игрока
Невилл начал свою карьеру в юношеской команде «Бери», откуда в июле 1991 года перешёл в академию «Манчестер Юнайтед». В 1992 году помог команде выиграть Молодёжный кубок Англии, обыграв в финальном матче «Кристал Пэлас». В той команде, помимо Невилла, сыграли будущие легенды «Манчестер Юнайтед» — Ники Батт, Дэвид Бекхэм, Райан Гиггз. 23 января 1993 года Гари подписал свой первый контракт с «Юнайтед». В основном составе «Манчестер Юнайтед» дебютировал в матче Кубка УЕФА против московского «Торпедо» 16 сентября 1992 года.
В сезоне 1994/95 Гари стал игроком основы «Юнайтед». В 1996 году он был включен в состав сборной Англии на Евро 1996. Он провёл на том чемпионате все игры, кроме полуфинала с Германией по причине дисквалификации. Летом 1998 года Невилл был включен в число 22 футболистов, которые отправились в составе сборной Англии на ЧМ-98. Гари сыграл там 3 из 4 матчей. В сезоне 1998/99, когда «Манчестер Юнайтед» выиграл чемпионат, Кубок Англии и Лигу чемпионов, Гари выходил на поле в 54 матчах и сумел забить мяч в ворота «Эвертона».
Из-за травмы пропустил чемпионат мира 2002 года.
В сезоне 2003/04 он забил ещё два гола в составе «Юнайтед», а инцидент с участием Невилла и Стива Макманамана во время кубковой игры с «Сити» только добавил Гари репутации истинного манкунианца, несмотря на удаление.
В июле 2004 года Невилл подписал с клубом новый пятилетний контракт, а год спустя после ухода из команды Роя Кина стал капитаном «Юнайтед». В феврале Гари выиграл свой первый трофей в качестве капитана «Манчестер Юнайтед», став обладателем Кубка лиги.
В сезоне 2006/07 Гари постоянно появлялся в основном составе «красных дьяволов», пока не получил травму, вынудившую его закончить сезон досрочно. Весь следующий сезон болельщики «Юнайтед» с нетерпением ждали возвращения капитана, но Невилл появился на поле лишь однажды — под занавес четвертьфинального матча Лиги чемпионов против «Ромы». К началу сезона 2008/09 Гари справился с недугом и был готов выйти на поле.
В 2010 году получил тренерские лицензии и принял предложение главного тренера «Манчестер Юнайтед» сэра Алекса Фергюсона возглавить состав резервистов клуба после отставки Уле Гуннара Сульшера. Однако, Фергюсон заметил, что Невилл будет ещё нужен основному составу в качестве действующего футболиста.
2 февраля 2011 года Гари объявил о завершении карьеры. Последние четыре года он редко появлялся на поле из-за постоянных травм. По словам Алекса Фергюсона, «Невилл был лучшим английским правым защитником своего поколения».
24 мая провел прощальный матч на «Олд Траффорд» против Ювентуса, выйдя на поле с капитанской повязкой.
В составе сборной Англии участвовал в финальных стадиях двух чемпионатов мира и трёх чемпионатов Европы.

### Тренерская карьера
В 2012 году был приглашен Роем Ходжсоном в тренерский штаб сборной Англии.
В декабре 2015 года Гари начал самостоятельную тренерскую карьеру, возглавив испанскую «Валенсию», а его брат Фил занял пост ассистента. 30 марта 2016 года Невилл был отправлен в отставку — испанская команда выиграла три из 16 матчей в Примере под руководством Невилла и 10 из 28 матчей в целом.

## Достижения

### Командные достижения
«Манчестер Юнайтед»
- Чемпион Премьер-лиги (8): 1995/96, 1996/97, 1998/99, 1999/2000, 2000/01, 2002/03, 2006/07, 2008/09[8]
- Обладатель Кубка Англии (3): 1996, 1999, 2004
- Обладатель Кубка Футбольной лиги (3): 2006, 2009, 2010
- Победитель Лиги чемпионов УЕФА (2): 1999, 2008
- Обладатель Суперкубка Англии (3): 1996, 1997, 2008
- Обладатель Межконтинентального кубка: 1999
- Победитель Клубного чемпионата мира: 2008
- Обладатель Молодёжного кубка Англии: 1992[2]
- Итого: 21 трофей

### Личные достижения
- Команда года по версии ПФА (6): 1997, 1998, 1999, 2004, 2005, 2007
- Входит в состав символической сборной Европы по версии ESM: 1998
- Награда АФЖ за заслуги перед футболом: 2012
- Включен в Зал славы английского футбола: 2015

## Статистика выступлений
| Клуб              | Сезон            | Лига | Лига | Кубки | Кубки | Еврокубки | Еврокубки | Прочие | Прочие | Итого | Итого |
| Клуб              | Сезон            | Игры | Голы | Игры  | Голы  | Игры      | Голы      | Игры   | Голы   | Игры  | Голы  |
| ----------------- | ---------------- | ---- | ---- | ----- | ----- | --------- | --------- | ------ | ------ | ----- | ----- |
| Манчестер Юнайтед | 1992/93          | 0    | 0    | 0     | 0     | 1         | 0         | 0      | 0      | 1     | 0     |
| Манчестер Юнайтед | 1993/94          | 1    | 0    | 0     | 0     | 1         | 0         | 0      | 0      | 2     | 0     |
| Манчестер Юнайтед | 1994/95          | 18   | 0    | 7     | 0     | 2         | 0         | 0      | 0      | 27    | 0     |
| Манчестер Юнайтед | 1995/96          | 31   | 0    | 7     | 0     | 1         | 0         | 0      | 0      | 39    | 0     |
| Манчестер Юнайтед | 1996/97          | 31   | 1    | 4     | 0     | 10        | 0         | 1      | 0      | 46    | 1     |
| Манчестер Юнайтед | 1997/98          | 34   | 0    | 3     | 0     | 8         | 0         | 0      | 0      | 45    | 0     |
| Манчестер Юнайтед | 1998/99          | 34   | 1    | 7     | 0     | 12        | 0         | 1      | 0      | 54    | 1     |
| Манчестер Юнайтед | 1999/00          | 22   | 0    | 0     | 0     | 9         | 0         | 4      | 0      | 35    | 0     |
| Манчестер Юнайтед | 2000/01          | 32   | 1    | 2     | 0     | 14        | 0         | 1      | 0      | 49    | 1     |
| Манчестер Юнайтед | 2001/02          | 34   | 0    | 2     | 0     | 14        | 0         | 1      | 0      | 51    | 0     |
| Манчестер Юнайтед | 2002/03          | 26   | 0    | 8     | 0     | 10        | 1         | 0      | 0      | 44    | 1     |
| Манчестер Юнайтед | 2003/04          | 30   | 2    | 5     | 0     | 7         | 0         | 0      | 0      | 42    | 2     |
| Манчестер Юнайтед | 2004/05          | 22   | 0    | 5     | 0     | 7         | 1         | 1      | 0      | 35    | 1     |
| Манчестер Юнайтед | 2005/06          | 25   | 0    | 8     | 0     | 4         | 0         | 0      | 0      | 37    | 0     |
| Манчестер Юнайтед | 2006/07          | 24   | 0    | 3     | 0     | 6         | 0         | 0      | 0      | 33    | 0     |
| Манчестер Юнайтед | 2007/08          | 0    | 0    | 0     | 0     | 1         | 0         | 0      | 0      | 1     | 0     |
| Манчестер Юнайтед | 2008/09          | 16   | 0    | 5     | 0     | 4         | 0         | 4      | 0      | 29    | 0     |
| Манчестер Юнайтед | 2009/10          | 18   | 0    | 5     | 0     | 6         | 0         | 0      | 0      | 28    | 0     |
| Манчестер Юнайтед | 2010/11          | 3    | 0    | 1     | 0     | 0         | 0         | 0      | 0      | 4     | 0     |
| Всего за карьеру  | Всего за карьеру | 400  | 5    | 72    | 0     | 117       | 2         | 13     | 0      | 602   | 7     |

## Тренерская статистика
| Команда  | Начало работы  | Завершение работы | Показатели | Показатели | Показатели | Показатели | Показатели | Показатели | Показатели | Показатели |
| Команда  | Начало работы  | Завершение работы | И          | В          | Н          | П          | % побед    | МЗ         | МП         | РМ         |
| -------- | -------------- | ----------------- | ---------- | ---------- | ---------- | ---------- | ---------- | ---------- | ---------- | ---------- |
| Валенсия | 2 декабря 2015 | 30 марта 2016     | 28         | 10         | 7          | 11         | 035,71     | 39         | 38         | +1         |
| Итого    | Итого          | Итого             | 28         | 10         | 7          | 11         | 035,71     | 39         | 38         | +1         |